# Пеллеас и Мелизанда (Сибелиус)
«Пеллеас и Мелизанда» (фр. Pelléas et Mélisande) — оркестровая сюита Яна Сибелиуса ор.46 (1905), написанная на основе музыки к спектаклю по одноименной пьесе Мориса Метерлинка, пользовавшейся большой популярностью и послужившей также основой для одноимённой сюиты Габриэля Форе, симфонической поэмы Арнольда Шёнберга и оперы Клода Дебюсси. Средняя продолжительность звучания 28-30 минут.

## Структура и программные разъяснения
1. У ворот замка
2. Мелизанда
3. У моря
4. У фонтана в парке
5. Три сестры слепые
6. Пастораль
7. Мелизанда за прялкой
8. Музыкальный антракт
9. Смерть Мелизанды

Первый номер опуса, «У ворот замка», служит увертюрой к представлению. Сибелиусовская трактовка пьесы значительно отличается от авторского ви́дения сюжета: уже с первых тактов в музыке возникает суровый мир скандинавских саг, который имеет довольно мало общего с призрачно-мистической атмосферой драмы Метерлинка.
Второй номер, «Мелизанда», — иллюстрация ко второй картине первого действия. Согласно сюжету, Голо — внук короля Аркеля — заблудился в лесу, преследуя на охоте кабана. Ориентируясь по следам крови, оставленным раненым зверем на траве, мужчина выходит к водоёму, на берегу которого сидит безутешно плачущая девочка. Вид Голо поначалу пугает её, однако, убедившись, что этот человек не сделает ничего дурного, ребёнок рассказывает о себе: её зовут Мелизандой, она родилась «далеко отсюда» и тоже заблудилась в чаще леса. Проникшийся жалостью к Мелизанде Голо убеждает её последовать за ним в королевский замок: «Вам нельзя оставаться одной. Вам нельзя оставаться здесь на ночь… Ночь будет очень темная и холодная».
Третий номер, сверхкраткая (22 такта) пьеса «У моря», обычно опускается при концертном исполнении сюиты.
Номер четвёртый, «У фонтана в парке», открывал собой второе действие спектакля. Пеллеас, ещё один внук Аркеля, приводит Мелизанду в парк, и они останавливаются возле «Источника слепых», чья вода могла возвращать утраченное зрение. Пеллеас начинает расспрашивать спутницу об обстоятельствах её встречи с Голо, та же, отвечая с видимой неохотой, начинает играть кольцом (полученным от того же Голо). «Осторожней, вы его потеряете!.. Не играйте им над такой глубокой водой…» — предостерегает Пеллеас, и в следующую же минуту Мелизанда действительно роняет кольцо на дно. «Что мы скажем Голо, если он спросит, где кольцо?» — встревоженно произносит девочка. «Правду, правду, правду…» — отвечает Пеллеас.
Номер пятый, «Три сестры слепые», звучит в начале второй сцены третьего акта. Сидя у окна замковой башни, Мелизанда расчесывает волосы и поет:
Три сестры слепые

(Есть надежда, есть),

Взяли три слепые

Лампы золотые.

Три сестры на башне

(Мы, они и вы),

Три сестры на башне

Ждут в тоске всегдашней…

Шестой номер, «Пастораль», никак не связан с сюжетом пьесы (как и номер восьмой, «Антракт»).
Седьмой номер, «Мелизанда за прялкой», — иллюстрация к первой сцене третьего акта, полной тревожных предчувствий, с большой точностью переданных в музыке Сибелиуса.
Последний номер сюиты, «Смерть Мелизанды», звучит в финальной сцене спектакля. В одной из комнат замка короля Аркеля лежит умирающая Мелизанда: во время её свидания с Пеллеасом вновь появился Голо, который на сей раз не стал скрывать своей ревности и ранил возлюбленную своего брата. Теперь Голо полон запоздалого раскаяния, и его состояние ещё более усугубляют слова находящегося в покоях доктора, заявляющего, что жена Голо (речь шла о Мелизанде, которая вступила в брак со внуком короля после встречи в лесу) в скором времени должна умереть. Простив супругу его жестокий поступок, Мелизанда отходит в иной мир с печальными мыслями о своей новорожденной дочери.

## Исполнения
Сюита Сибелиуса была впервые исполнена (в качестве музыкального сопровождения к спектаклю) 17 марта 1905 года в Шведском театре в Хельсинки под управлением автора. 
Выполненная Павлом Юоном аранжировка пяти частей сюиты для фортепиано в четыре руки была выпущена в 1905 г., сразу же после публикации партитуры.

## Дискография
Сюита неоднократно была записана выдающимися дирижёрами — в том числе Томасом Бичемом (Королевский филармонический оркестр, 1935), Джоном Барбиролли (Оркестр Халле), Гербертом фон Караяном (Берлинский филармонический оркестр, 1983), Неэме Ярви (Гётеборгский симфонический оркестр, 1993).

## Использование музыки сюиты в балетных постановках
Музыка сюиты послужила основой для балетов «Исповедальня» (англ. Confessional; 1941) Уолтера Гора и «Пеллеас и Мелизанда» (1970) Беппе Менегатти.